# عبد الله بن علوش
عبد الله علوش هو شاعر كويتي، مواليد 1974، في مدينة الفحيحيل، من قبيله (بني هاجر)، ولد عبد الله لأب وجد شاعرين، كما كان له عمومه وأبناء عمومه وإخوان جميعهم لهم باع في الشعر النبطي وكذلك بالعربية الفصحى توفي والد عبد الله سنه 2003.
تنقل الشاعر في العديد من الوظائف الحكومية وانتهى به المطاف في ريادة الأعمال الحرة أصبح صاحب شركة نقل بضائع (كومنيكيشن لوجستيك)، اكتفى الشاعر بشهادته الثانوية (ثاني ثانوي)، كتب الشاعر أول قصائده وهو بعمر 14سنه عام 1988 ونشرت له أول قصيده في عام 1990 وهو يبلغ من العمر 16 وكانت عن احداث الغزو العراقي ودور دول الخليج في صده.

## النشأة
نشأ عبد الله في بيئه متمكنه جيداً من الشعر ذو المعاني القوية والمعاني الواضحه فكان له النصيب الأوفر بين اخوته وأبناء جيله في صياغته قصائد تصل بحب للجمهور دون تكلف لحق به اغلب اخوته في كتابه الشعر وأبناء اخوته كما قد سبقه عمومته وأبيه في هذا كان للشاعر في المديح والرثاء والحكمة والسياسة ونادر الهجاء وجميل الغزل كتب أيضاً بالفصحى وكان له العديد من (الرديات) والكثير من القصائد التي انشدت كـشيلات.. بساطة شخصيته وقوتها فكان السهل الممتنع جعلت أكثر الجماهير تطلق عليه الكثير من الألقاب أهمها -شاعر بني هاجر -شاعر البسطاء-شاعر الإنسانية فكان متحفظ على الأول يميل للثاني ويألفه ومستبعد للثالث
احيا شاعر البسطاء الكثير من الأمسيات والمهرجانات على الرغم من انه لم يحظى بالنصيب الأوفر منها رغم استحقاقيته الجماهيريه والشعرية في ذلك ففي عام 2002 تواصلت معه أهم مجلة شعبية وهي كذلك المسؤوله عن وصول أي شاعر لمنصة هلا فبراير وللاسف اشترطو عليه الظهور باسم (عبد الله الهاجري) وليس (عبد الله بن علوش) ولَم يشرحو السبب واعترض على فكرتهم ولَم يسأل عن السبب....ومع ذلك لايقول الشاعر انه حورب ولكنه يؤكد انهم تعمدو منع ظهوره من خلال المجلة وبالتالي (بشكل غير مباشر)من التواجد في هلا فبراير 2003و2004و2005و2006و2007 إلى ان دُعي في عام 2008ثم عام 2009 بعد ان أوجد لنفسه منصات أخرى مثل الجامعات والمهرجانات الخليجية والكويتية وأصبح اسمه في الساحة الشعرية امر واقع

## أهم الفعاليات
| هلا فبراير             | الكويت عام 2008                                                                       |
| هلا فبراير             | الكويت عام 2009                                                                       |
| امسيه امريكا 1         | الولايات المتحدة عام 2009                                                             |
| اُمسية أمريكا 2         | الولايات المتحدة عام 2013                                                             |
| امسيه ملتقى دبي        | الإمارات العربية المتحدة عام 2012                                                     |
| اُمسية لندن             | المملكة المتحدة عام 2014                                                              |
| اُمسية ريجنسي           | الكويت عام 2014                                                                       |
| امسيه أوبرا الكويت     | كان أبو جابر أول شاعر تُقام له اُمسية في دار الأوبرا الكويتية برفقة الشاعر كريم العراقي |
| امسيه الطلبه السعوديين | الأردن في مدينه أربد عام 2008                                                         |
| اُمسية ابها             | السعودية وكانت ضمن فعاليات صيف ابها عام 2018 بتنظيم هيئة الترفيه                      |
| مهرجان صلاله           | عُمان                                                                                  |
| مهرجان صيف الخفجي      | السعودية                                                                              |
| مهرجان وضوح الرأي      | الكويت عام 2005                                                                       |
| مهرجان أهل القصيد      | الكويت عام 2010                                                                       |
| مهرجان المحمديه        | المملكة العربية السعودية                                                              |
| إذاعة قطر              | دولة قطر                                                                              |
| إذاعة صوت الخليج       | دولة الكويت                                                                           |
| إذاعة الكويت           | دولة الكويت                                                                           |
| إذاعة دبي              | دولة الإمارات ألعربيه المتحدة                                                         |
| إذاعة جده              | المملكة العربية السعودية                                                              |
| إذاعة البحرين          | دولة البحرين                                                                          |
| أذاعة مسقط             | دولة قطر                                                                              |

أول لقاء تلفزيون يعمل مع ابن علوش، كان من خلال التلفزيون القطري في برنامج (بحور القوافي) مع المذيع (محمد محسن النعيمي) سنه 2004.
| اهم القنوات المستضيفة | اهم الجرائد والإذاعات المستضيفة |
| --------------------- | ------------------------------- |
| روتانا خليجية         | جريدة اليوم السعودية            |
| الكويت                | جريدةالسياسة الكويتية           |
| الرأي                 | جريدة الوطن الكويتية            |
| نجوم الشعر            | مجلة الساعي الكويتية            |
| البحرين               | مجلة قوافي القطريه              |
| سما دبي               | مجلةوضوح الكويتية               |
| قناة قطر              | مجلة بروق القطريه               |
| الصحراء               | مجلة المختلف الكويتية           |
| إم بي سي              | قناة الكحيلة (يوتيوب)           |

مثل الشاعر الكويت خارجياً مرتين ضمن وفد رسمي من وزارة الاعلام لإقامة امسيات شعرية في الاردن والعديد من الامسيات لصالح جامعة الكويت في كليات الطب والصيدلة والعلوم والتربية الاساسية والتكنولوجيا كما يعتبر الشاعر حسب تصريحاته ان مشاركاته في الجامعة كانت بمثابة منبر قوي وبديل للظهور عن المهرجانات التي لم تكن تتعاون معه (مرحلة امسيات الجامعة) من 2003 إلى 2006 اما المشاركات اللاحقة فقدمها الشاعر من باب الشكر للطلبة

### دواوين شعريه
صدر له ثلاثه دواوين شعريه
- ديوان شعري صوتي (كاست) عام 2004
- ديوان شعري صوتي قرص مضغوط عام 2014
- ديوان شعري كتابي عام 2013